# Rivolte di Stoccolma del 2013
Il 19 maggio 2013, nei pressi di Stoccolma (Svezia), scoppiarono delle rivolte in seguito all'uccisione da parte della polizia di un anziano immigrato portoghese armato di un machete. L'uomo soffriva di problemi mentali. 
Precisamente, le rivolte si sono verificate a Husby, un popoloso sobborgo di Stoccolma abitato in gran parte da migranti e di qui si sono espanse nel nord della Svezia, nella parte meridionale e in quella occidentale del paese.

## Antefatto
Le rivolte sono occorse approssimativamente una settimana dopo l'uccisione di un uomo di 69 anni, che aveva una storia clinica di malattia mentale, nel suo appartamento di Husby il 13 maggio 2013. L'uomo, armato con un machete e chiuso nella sua stanza con una donna (forse la moglie), aveva minacciato la polizia, che ha fatto irruzione nel suo appartamento dopo il fallimento di due ore di trattative per ottenere una resa o il rilascio della donna. Durante il blitz della polizia, l'uomo ha attaccato gli agenti con un machete; la polizia ha quindi risposto con l'uso di armi da fuoco, uccidendolo.
Secondo fonti giornalistiche, l'uomo era un immigrato di origini portoghesi. Sembra inoltre che fosse stato vessato poco prima da una gang di giovani; probabilmente in seguito a uno stato confusionale, dovuto all'assenza di psicofarmaci, l'uomo li ha minacciati con un coltello.
Stoccolma era stata anche precedentemente oggetto di rivolte nel 2010, quando circa 100 giovani hanno per due notti lanciato oggetti, appiccato fuochi e attaccato la stazione di polizia di Rinkeby.

## Rivolte

### Primo giorno
Le rivolte sono iniziate nella notte di domenica 19 maggio 2013, quando dei giovani hanno dato fuoco a delle automobili di Husby. Almeno 100 veicoli sono stati bruciati. Un garage è stato incendiato, causando l'evacuazione di un isolato, e un centro commerciale è stato vandalizzato. La polizia, inviata alle 22 della stessa sera, è stata attaccata con pietre, e tre agenti sono stati feriti. La situazione è ritornata alla normalità alle 5.30 del mattino del giorno seguente. Stime della polizia sostengono che 50-60 giovani furono coinvolti, ma non venne effettuato alcun arresto.

### Secondo giorno
Le rivolte sono continuate poi nella notte successiva di lunedì 20 maggio 2013. Alcune persone hanno bruciato 11 macchine e 4 cassonetti, oltre a prendere a sassate la polizia. 7 ufficiali sono stati feriti. Alcuni dei rivoltosi avevano 12 anni.
La calma è ritornata alle 4 di mattina. Sette persone, tra i 14 e i 19 anni, sono state arrestate per resistenza a pubblico ufficiale. Due sono poi state rilasciate, ed un terzo è risultato non perseguibile dal momento che non aveva ancora compiuto 15 anni.
Nella stessa notte si è verificata una rivolta più piccola nella zona a sud di Stoccolma. La violenza si è diffusa anche a Fittja, Kista, Rinkeby, e Tensta.

### Terzo giorno
Nella notte di martedì 21 maggio 2013, le rivolte hanno raggiunto Bredäng, Edsberg, Flemingsberg, Norsborg e Skarpnäck. Trenta veicoli sono stati incendiati, mentre la stazione di polizia di Jakobsberg ed il suo centro commerciale sono stati oggetto di vandalismo. La calma è ritornata per le 3 di mattina, dopo l'arresto di otto persone.

### Quarto giorno
Le rivolte sono continuate anche nella notte di mercoledì, con l'incendio di numerose vetture e della stazione di polizia di Rågsved. A Hagsätra, la polizia ha subito attacchi a partire dalle 22, con il ferimento di un agente. A Skogås, un ristorante ha preso fuoco e dei manifestanti hanno attaccato i soccorsi.

### Quinto giorno
Giovedì 23 maggio 2013 alle 20.00 la polizia è stata inviata a Rinkeby in seguito all'incendio di altre cinque automobili. Varie persone hanno attaccato una stazione della metropolitana di Vällingby con pietre e cocci di bottiglia, rompendo le finestre dei treni e minacciando il personale. Dopo mezzanotte, molti piccoli incendi si sono verificati a Tensta ed a Farsta. Almeno due scuole, una stazione di polizia, e 15 veicoli sono stati incendiati in questa nottata. Un totale di 13 persone è stato arrestato.

## Reazioni

### Reazioni del governo svedese
Il 21 maggio 2013, il Primo ministro svedese Fredrik Reinfeldt ha dichiarato: "Abbiamo avuto due notti di disordini, danni e un'atmosfera intimidatoria a Husby e c'è il rischio che continuino. Abbiamo gruppi di giovani che pensano che possono e devono cambiare la società con la violenza. Siamo chiari: questo non è OK. Non possiamo prendere ordini dalla violenza."
Il ministro della giustizia Beatrice Ask ha dichiarato che un rapporto sarà presentato per ogni abuso delle forze di polizia.

### Risposta della polizia
La polizia ha aperto un'inchiesta riguardo all'omicidio che ha causato le rivolte.
La politica adottata è stata di non interferire con le rivolta, assumendo come obiettivo quello di "fare il minimo indispensabile".
Ulf Johansson, ufficiale di polizia di Stoccolma ha dichiarato che "Ogni ferito è una tragedia, ogni macchina incendiata un fallimento per la società... ma Stoccolma non sta bruciando. Bisogna osservare questa situazione mantenendo il sangue freddo."

### Reazione dell'opinione pubblica
I residenti di Husby sono stati infastiditi dalle rivolte, a causa della distruzione di vari beni e del danno per la reputazione del quartiere. Hanno inoltre accusato una mancanza di vigilanza da parte delle famiglie sui propri figli.

## Punti di vista sulle cause
(Rami al-Khamisi, cofondatore di Megafonen, un gruppo per il cambiamento delle politiche per i quartieri disagiati.)
(Rouzbeh Djalaie, giornalista del Norra Sidan.)
(Ministro della giustizia svedese Beatrice Ask)